# Sint-Jozefskerk (Jonkershove)

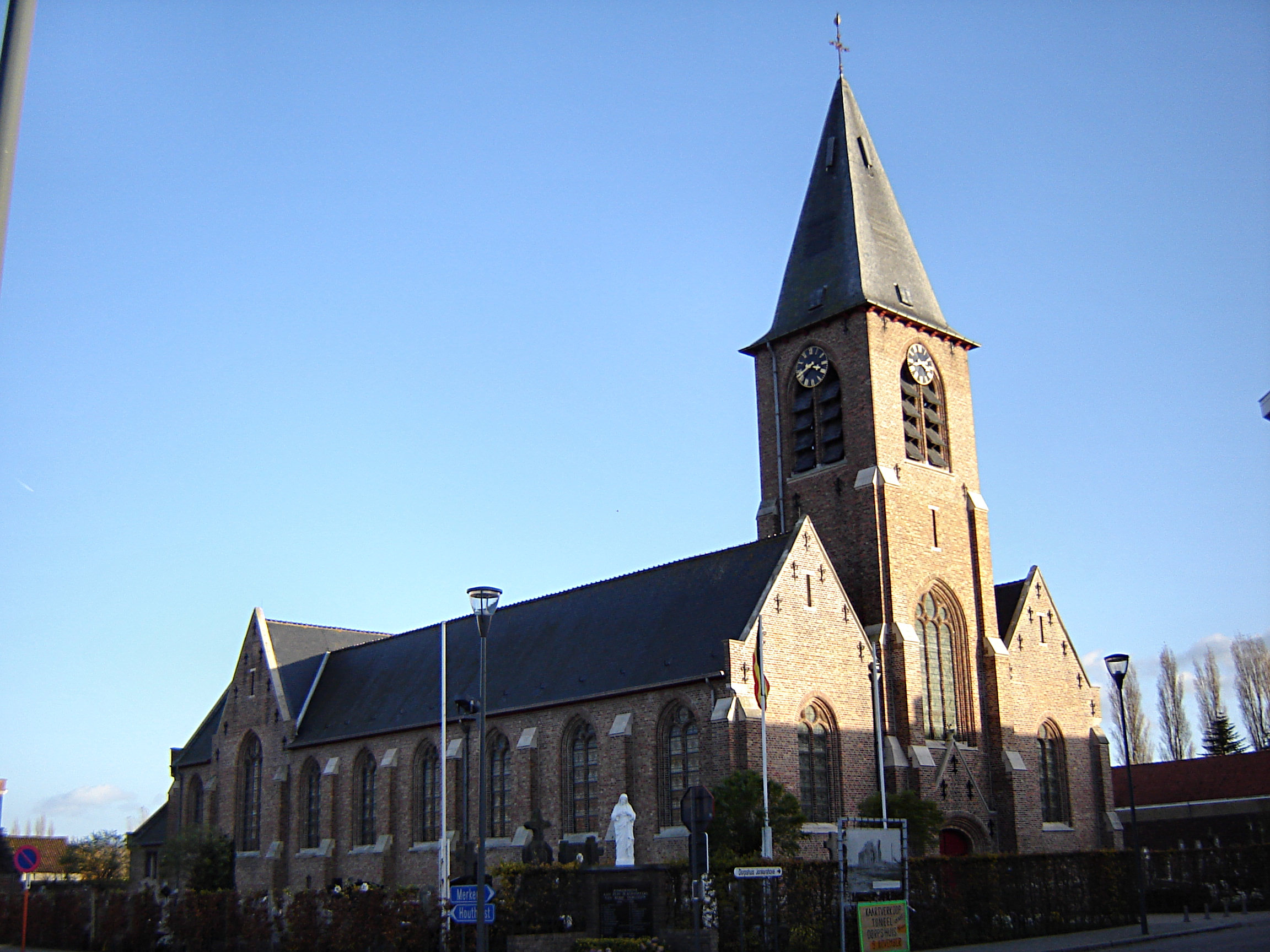
Sint-Jozefskerk

De Sint-Jozefskerk is de parochiekerk van de tot de West-Vlaamse gemeente Houthulst behorende plaats Jonkershove, gelegen aan de Monseigneur Schottestraat.

## Geschiedenis
De eerste kerk werd hier gebouwd in 1862-1863. In 1873 werd Jonkershove een zelfstandige parochie.
Tijdens de Eerste Wereldoorlog werd de kerk door de Duitsers als militair hospitaal gebruikt, en in 1918 werd ze opgeblazen. Van 1922-1924 werd de kerk herbouwd naar ontwerp van René Cauwe. De in gele baksteen uitgevoerde kerk werd opgetrokken in historiserende regionale stijl, verwijzend naar de regionale gotiek.

## Gebouw
Het betreft een driebeukige hallenkerk met ingebouwde westtoren en een pseudotransept. Het hoofdkoor is vijfzijdig afgesloten. De vierkante toren heeft een tentdak. Het interieur wordt overwelfd door houten spitstongewelven.
De glas in lood-ramen werden vernield door de ontploffing van een munitiedepot te Houthulst, in 1945. Daarna werden ze vervangen.
De kerk bezit gedenkplaten die herinneren aan de bouw van de oorspronkelijke kerk.